# Yannick Flohé
Yannick Flohé (Essen, 14 de agosto de 1999) es un deportista alemán que compite en escalada. Ganó dos medallas en el Campeonato Mundial de Escalada, oro en 2021 y bronce en 2019.

## Palmarés internacional
| Campeonato Mundial | Campeonato Mundial | Campeonato Mundial | Campeonato Mundial |
| Año                | Lugar              | Medalla            | Prueba             |
| ------------------ | ------------------ | ------------------ | ------------------ |
| 2019               | Hachioji (Japón)   | Medalla de bronce  | Bloques            |
| 2021               | Moscú (Rusia)      | Medalla de oro     | Combinada          |